# Джамп-Рівер (містечко, Вісконсин)
Джамп-Рівер (англ. Jump River) — місто (англ. town) в США, в окрузі Тейлор штату Вісконсин. Населення — 275 осіб (2020).

## Демографія
Згідно з переписом 2010 року, у місті мешкало 375 осіб у 155 домогосподарствах у складі 112 родин. Було 230 помешкань
Расовий склад населення:
| - 100,0 % — білих |

До двох чи більше рас належало 0,0 %. Частка іспаномовних становила 0,5 % від усіх жителів.
За віковим діапазоном населення розподілялося таким чином: 22,7 % — особи молодші 18 років, 59,7 % — особи у віці 18—64 років, 17,6 % — особи у віці 65 років та старші. Медіана віку мешканця становила 46,4 року. На 100 осіб жіночої статі у місті припадало 101,6 чоловіків;  на 100 жінок у віці від 18 років та старших — 105,7 чоловіків також старших 18 років.
Середній дохід на одне домашнє господарство  становив 55 237 доларів США (медіана — 54 375), а середній дохід на одну сім'ю — 58 812 долари (медіана — 62 625). Медіана доходів становила 30 114 долари для чоловіків та 37 500 доларів для жінок. За межею бідності перебувало 13,0 % осіб, у тому числі 15,7 % дітей у віці до 18 років та 0,0 % осіб у віці 65 років та старших.
Цивільне працевлаштоване населення становило 164 особи. Основні галузі зайнятості: виробництво — 33,5 %, сільське господарство, лісництво, риболовля — 14,6 %, освіта, охорона здоров'я та соціальна допомога — 12,8 %, транспорт — 12,2 %.